# Sincopă (medicină)
Acest articol este despre un termen utilizat în medicină. Pentru alte utilizări ale termenului vezi Sincopă.
Sincopa este definită ca fiind o scurtă pierdere a conștiinței și a puterii mușchilor (pierderea tonusului postural) caracterizată printr-un debut rapid, durată scurtă și o recuperare spontană și completa. Aceasta este cauzată de scăderea fluxului sanguin către întregul creier, de obicei din cauza tensiunii arteriale scăzute.

## Simptome
Unele sincope au simptome prodomale înainte de pierderea cunoștinței. Aceste simptome pot include, printre altele, amețeli, transpirație, piele palidă, vedere încețoșată, greață, stări de vomă și senzații de cald. Sincopele pot fi asociate și cu episoade scurte de spasme musculare. Atunci când persoana nu își pierde total cunoștința și forța musculară, acest fenomen este numit presincopă. Se recomandă ca presincopa să fie tratată în același mod ca și sincopa.

## Cauze
Cauzele variază de la cele care nu sunt grave la cele cu potențial fatal. Există trei categorii principale de cauze: legate de inimă sau vasele sanguine, reflexe, cunoscute și sub numele de sincope pe cale neuronală și hipotensiune ortostatică. Problemele cu inima și vasele sanguine reprezintă cauza a aproximativ 10% dintre cazuri, iar în general acestea sunt cele mai grave, în timp ce acelea influențate de sistemul nervos sunt cele mai comune. Printre altele, cauzele referitoare la problemele de inimă pot include ritm anormal al inimii, probleme cu valvele cardiace sau mușchiul inimii și  blocaje a vaselor sanguine din cauza unui embolism pulmonar sau disecția aortică. Sincopa mediată neural apare atunci când vasele de sânge se dilată și ritmul cardiac scade în mod necorespunzător. Acest lucru poate apărea ca și rezultat al unui eveniment declanșator, cum ar fi expunerea la sânge, durere, sentimente puternice sau o activitate specifică, de exemplu urinare, stări de vomă sau tuse. De asemenea, acest tip de sincopă poate apărea atunci când este apăsată o anumită zonă a gâtului, numit sinus carotidian. Ultimul tip de sincopă este cauzat de o scădere a tensiunii arteriale în momentul în care persoana se ridică în picioare. Acest fenomen apare adeseori din cauza medicației, dar poate avea legătură și cu deshidratarea, sângerări semnificative sau infecții.

## Diagnostic și gestionare
Un istoric medical, un control medical și o electrocardiogramă (ECG) reprezintă cele mai eficiente metode a descoperi cauza latentă a sincopei. EKG-ul este util pentru a detecta un ritm anormal al inimii, flux sanguin slab către mușchiul inimii și alte probleme electrice, cum ar fi sindromul QT lung și Brugada. Cauzele provocate de inimă au adeseori un slab istoric al prodomului. Tensiunea arterială scăzută și un ritm arterial crescut după un eveniment poate fi indicele unei pierderi de sânge sau deshidratare, în timp ce niveluri scăzute de oxigen în sânge poate apărea după eveniment la acele persoane cu embolism pulmonar. Mai multe teste specifice, cum ar fi implantarea unui aparat Holter ECG, testul mesei înclinate sau masaj al sinusului carotidian pot fi utile în anumite cazuri. Tomografia computerizată (TC) nu este necesară de obicei decât în cazul anumitor îngrijorări. Alte cauze ale simptomelor asemănătoare care ar trebui luate în considerare cuprind, printre altele, convulsii, accidente vasculare cerebrale, comoții, nivel scăzut de oxigen în sânge, glicemie scăzută, intoxicație medicamentoasă și anumite tulburări psihice. Tratamentul depinde de cauza latentă. Acei pacienți care prezintă riscuri grave pot fi internați în spital după încheierea investigației pentru efectuarea unei monitorizări a inimii.

## Epidemiologie și prognoză
Sincopa afectează aproximativ 3-6 oameni la fiecare mie de persoane în fiecare an. Apare mai des la persoanele în vârstă și femei. Aceasta reprezintă motivul a 1-3% dintre vizitele efectuate la departamentul de primiri urgențe și al internărilor în spital. Până la jumătate dintre femeile cu vârsta de peste 80 de ani și o treime din studenții la Medicină au suferit cel puțin un astfel de eveniment într-un moment al vieții. Dintre toți cei care suferă de sincopă, aproximativ 4% dintre ei mor în următoarele 30 de zile. Însă riscul unui astfel de rezultat depinde foarte mult de cauza latentă.